# 薩比科 (阿肯色州)
薩比科（英語：Subiaco）是一個位於美國阿肯色州洛根縣的城鎮。

## 地理
薩比科的座標為35°17′38″N 93°38′17″W / 35.29389°N 93.63806°W，而該地的平均海拔高度為145米（即476英尺）。

## 人口
根據2020年美國人口普查的數據，薩比科的面積為4.94平方千米，當中陸地面積為4.90平方千米，而水域面積為0.04平方千米。當地共有人口401人，而人口密度為每平方千米81人。